# Palästinensische Autonomiebehörde

Die von der PNA nominell kontrollierten Gebiete in rot

Die Palästinensische Autonomiebehörde (abgekürzt PNA oder PA; arabisch السلطة الوطنية الفلسطينية, DMG as-Sulṭa al-Waṭaniyya al-Filasṭiniyya) ist eine quasistaatliche Einrichtung. Die Behörde wurde 1994 als Teil des Gaza-Jericho-Abkommens zwischen der PLO und Israel eingerichtet. Sie übt seit 1994 nominell (formal) Regierungsfunktionen, u. a. durch den Sicherheitsdienst der Palästinensischen Autonomiebehörde, in den Palästinensischen Autonomiegebieten im Westjordanland und dem Gazastreifen aus.
Am 7. Januar 2013 ordnete Präsident Mahmud Abbas an, künftig im Amtsverkehr die Bezeichnung „Staat Palästina“ statt „Palästinensische Autonomiebehörde“ zu verwenden. Er löste die Autonomiebehörde formal jedoch nicht auf, und ihre Organe arbeiten unter dem neuen Namen weiter. In deutschsprachigen Medien ist bis in die Gegenwart von der „Palästinensischen Autonomiebehörde“ die Rede. Die englischsprachige Version lautet Palestinian National Authority.

## Bisherige Entwicklung
Die Palästinensische Autonomiebehörde hat in den städtischen Gebieten (sog. Area A) die Zuständigkeit für Sicherheitsfragen und öffentliche Verwaltung und in den ländlichen Gebieten (sog. Area B) die Zuständigkeit für die öffentliche Verwaltung. In einem weiteren, flächenmäßig großen, jedoch sehr dünnbesiedelten Gebiet des Westjordanlandes (Area C) hat die israelische Armee weiterhin die volle Kontrolle; dazu gehören auch die israelischen Siedlungen.
Die Verträge von Oslo sahen keine explizite Regelung für die Zukunft der Palästinensischen Autonomiebehörde vor, es war jedoch ungeschriebenes Übereinkommen, dass die Palästinensische Autonomiebehörde im Zuge einer endgültigen Regelung die Basis für einen zu gründenden palästinensischen Staat werden solle.
Die Palästinensische Autonomiebehörde genießt internationale Anerkennung als Vertretung des palästinensischen Volkes, jedoch in einem eingeschränkten Sinne. Sie ist kein Völkerrechtssubjekt und hatte bei den Vereinten Nationen anders als die PLO keinen Beobachterstatus. Erst mit der Abstimmung am 29. November 2012 wurde dem Staat Palästina der Beobachterstatus gewährt. Daraufhin beschloss die Autonomiebehörde ihre Umbenennung in „Staat Palästina“. Aus Sorge über die Nichtanerkennung von Ausweisen wird der neue Name aber nicht überall gedruckt. Im Februar 2014 kam es erstmals zu Problemen mit palästinensischen Papieren, die den Aufdruck „State of Palestine“ trugen und in Israel vorgelegt wurden.
Die Behörde erhält umfangreiche Subventionen von der Europäischen Union und den USA und Ausgleichszahlungen von Israel. Traditionell ist die EU der Hauptgeldgeber, zu dem Deutschland 20 Prozent beiträgt. 2011 waren insgesamt 830 Millionen Euro vorgesehen.
Die Behörde unterhält Polizeikräfte im Umfang von etwa 40.000 bis 80.000 Mann, die über gepanzerte Fahrzeuge verfügen und automatische Waffen tragen. Seitens des Auswärtigen Amts wird die palästinensische Zivilpolizei seit 2008 unter anderem mit neuen Einsatzfahrzeugen unterstützt.

## Wahlen
Seit der Einrichtung der Behörde im Jahr 1993 fanden nur zwei Wahlen statt. Alle weiteren, geplanten Wahlen wurden aus verschiedenen Gründen verschoben.
Eine einzelne Wahl des Präsidenten und der Legislative fand 1996 statt. Die nächsten Wahlen waren für das Jahr 2001 geplant, fanden aber nicht statt. Nach dem Tod des Präsidenten Jassir Arafat wurde ein Wahltermin für den 9. Januar 2005 angesetzt. Die Palästinenser wählten in diesen Präsidentschaftswahlen Mahmud Abbas zum neuen Präsidenten der palästinensischen Autonomiebehörde.
Am 10. Mai 2004 kündigte das palästinensische Kabinett erstmals Kommunalwahlen an. Die örtlichen Bürgermeister werden derzeit nicht gewählt, sondern zentral ernannt. Die Wahlen sollten in Jericho im August 2004 stattfinden, anschließend auch in einigen Ortschaften im Gazastreifen. Im Juli 2004 wurden diese Wahlen ebenfalls verschoben.
Parlamentswahlen wurden im Sommer 2005 auf den 25. Januar 2006 festgelegt. Nach anfänglicher Unklarheit darüber, ob die Palästinenser im arabischen Ostteil Jerusalems (das von Israel als annektiertes, nicht als besetztes Gebiet angesehen wird) an diesen Wahlen teilnehmen dürfen, drohte Mahmud Abbas damit, die Wahlen insgesamt abzusagen. Nach Druck der US-Regierung willigte die israelische Regierung jedoch am 15. Januar 2006, also zehn Tage vor dem angesetzten Wahltermin, ein und gestattete den Wahlberechtigten in Ost-Jerusalem, in bestimmten Postämtern zu wählen.
Ergebnisse der Wahlen vom 25. Januar 2006
- Hamas: 74 Sitze
- Fatah: 45 Sitze
- Volksfront für die Befreiung Palästinas: 3 Sitze
- Partei Unabhängiges Palästina (PNI und Unabhängige): 2 Sitze
- Dritter Weg: 2 Sitze
- Badeel (Wahlplattform aus DFLP, PPP & FIDA): 2 Sitze
- Unabhängige Kandidaten: 4 Sitze

Nach den Wahlen, die der Hamas eine Mehrheit der Mandate einbrachten, kam es Ende des Jahres 2006 zu gewalttätigen Auseinandersetzungen zwischen den verfeindeten Parteien, die in einen innerpalästinensischen Bürgerkrieg mündeten. Die Hamas übernahm daraufhin im Kampf um Gaza Juni 2007 die alleinige Kontrolle im Gazastreifen, im Gegenzug wurden ihre Anhänger im Westjordanland entwaffnet und aus politischen Ämtern entfernt. Die Hamas-Regierung um Ismail Haniyya ist seither international isoliert und wird wegen ihrer kompromisslosen Haltung gegenüber Israel, die sie auch mit terroristischen Angriffen untermauert, von den meisten Regierungen (Israel, USA, Großbritannien, Frankreich, Deutschland, Ägypten, Saudi-Arabien) nicht anerkannt. Der Gazastreifen wurde von Israel und Ägypten militärisch abgeriegelt. Kritiker der westlichen Politik bemängeln, dass dadurch das Wahlergebnis nicht respektiert werde. Seither wurden zahlreiche Vermittlungsversuche zwischen den beiden verfeindeten Gruppierungen unternommen, diese sind aber stets gescheitert.
Präsident Mahmud Abbas kündigte im Januar 2012 Präsidentschaftswahlen für den Mai 2012 an, bei denen er nicht mehr für eine neue Amtszeit kandidieren wolle. Auch diese Wahlen wurden später auf unbestimmte Zeit verschoben.

## Innerer Aufbau
Die Behörde ist historisch eng mit der PLO verknüpft, mit der Israel die Verträge von Oslo verhandelte. Daher wurde die Palästinensische Autonomiebehörde auch lange von Jassir Arafat geführt, und die Exekutive wurde aus den Reihen der PLO besetzt, hauptsächlich mit Mitgliedern der Tanzim-Organisation, einem militärischen Zweig der PLO aus den Zeiten der Ersten Intifada.
Am Beginn gab es ein präsidiales Regierungssystem, der Präsident stand der Regierung direkt vor. 2003 setzte Arafat auf internationalen Druck Mahmud Abbas (genannt Abu Mazen) als „Premierminister“ der Palästinensischen Autonomiebehörde ein, denn sowohl Israel wie die USA lehnten es ab, mit Arafat direkt zu verhandeln, da er Verbindungen zum Terrorismus unterhalte. Nach dem Tod Arafats und nach der Besetzung dieses Postens mit Ismail Haniyya von der Hamas (2006) wurde das Amt von denselben Staaten wieder für irrelevant erklärt. Verhandlungen finden seitdem nur mehr mit dem Präsidenten statt. Ismail Haniyya und seine Minister in Gaza wurden im Juni 2007 vom Präsidenten abgesetzt und Salam Fayyad als neuer Premierminister eingesetzt. Seitdem gibt es in Gaza de facto eine zweite Regierung, die international nicht anerkannt wird.
Arafats Regierungsstil war durch ein nicht westlichen Standards entsprechendes Demokratieverständnis, Korruption innerhalb der Verwaltung, Verteilung der Macht auf Familienmitglieder und eine unübersichtliche Vielzahl von Regierungsorganisationen mit unklaren Zuständigkeiten gekennzeichnet. Arafat kontrollierte über verschiedene Mechanismen ca. acht verschiedene Sicherheitsorganisationen, und dem Erziehungsministerium standen mehr als 20 Führungskräfte vor. Nach den Wahlen 1996, die er mit überwältigender Mehrheit gewann, verschob Arafat alle weiteren Wahlen auf unbestimmte Zeit. Darin ähnelte sein Führungsstil den Diktaturen des Nahen Ostens, die nach dem Motto „Ein Mann, eine Stimme, ein einziges Mal“ regierten. Erst nach seinem Tod fanden 2005 Präsidentenwahlen statt, bei denen Mahmud Abbas gewählt wurde, im Januar 2006 folgten Parlamentswahlen, die eine Mehrheit für die islamistische Hamas brachten.

## Präsidenten
| Nr. | Name                   | Amtsantritt       | Ende der Amtszeit | Partei |
| --- | ---------------------- | ----------------- | ----------------- | ------ |
| 1   | Jassir Arafat          | 5. Juli 1994      | 11. November 2004 | Fatah  |
| –   | Rauhi Fattuh (interim) | 11. November 2004 | 15. Januar 2005   | Fatah  |
| 2   | Mahmud Abbas 1         | 15. Januar 2005   | im Amt            | Fatah  |

## Regierungen der Palästinensischen Autonomiebehörde
Die Regierungen wurden bis 2003 vom Präsidenten und seither vom Premierminister geführt.
| Regierungen der Palästinensischen Autonomiebehörde |                          |                  |                   |                                       |
| Nr.                                                | Regierung                | Amtsantritt      | Ende der Amtszeit | Koalition                             |
| 1. & 2.                                            | Regierung Arafat I       | 1998             | 2001              |                                       |
| 3.                                                 | Regierung Arafat II      | 9. Juni 2002     | 29. Oktober 2002  | Fatah-FIDA-PPP                        |
| 4.                                                 | Regierung Arafat III     | 29. Oktober 2002 | 29. April 2003    |                                       |
| 5.                                                 | Regierung Abbas          | 29. April 2003   | 4. Oktober 2003   | Fatah-FIDA-PPP                        |
| 6.                                                 | Notstandsregierung       | 5. Oktober 2003  | November 2003     |                                       |
| 7.                                                 | Regierung Kurei          | November 2003    | 29. März 2006     | Fatah-FIDA-PPP                        |
| 8.                                                 | Regierung Haniyya I      | 29. März 2006    | 16. März 2007     | Hamas                                 |
| 9.                                                 | Regierung Haniyya II     | 17. März 2007    | 14. Juni 2007     | Hamas-Fatah-Dritter Weg- PNI-PPP-DFLP |
| 10.                                                | Notstandsregierung 1     | 15. Juni 2007    | Juli 2007         |                                       |
| 11.                                                | Regierung Fayyad I 1     | Juli 2007        | 19. Mai 2009      | Dritter Weg-Fatah                     |
| 13.                                                | Regierung Fayyad II 1    | 19. Mai 2009     | 16. Mai 2012      | Dritter Weg-Fatah-DFLP-FIDA-PSF       |
| 14.                                                | Regierung Fayyad III 1   | 16. Mai 2012     | 6. Juni 2013      | Dritter Weg-Fatah-DFLP-FIDA-PSF       |
| 15.                                                | Regierung Hamdallah I 1  | 6. Juni 2013     | 2. Juni 2014      | Fatah-PSF                             |
| 17.                                                | Regierung Hamdallah II 1 | 2. Juni 2014     | 12. April 2019    | Einheitsregierung                     |
| 18.                                                | Regierung Schtajjeh 1    | 13. April 2019   | 31. März 2024     | Fatah-PPP-FIDA-PSF                    |
| 19.                                                | Regierung Mustafa 1      | 31. März 2024    | im Amt            | Fatah-PPP-FIDA-PSF                    |

## Kritik

### Auflösung der Behörde
Durch Einführung der Autonomie wurde für Israel die Verwaltung und vor allem die Finanzierung der besetzten Gebiete vereinfacht, obwohl völkerrechtlich noch immer eine Besatzung besteht. Die finanziellen Lasten, die zuvor Israel vollständig zu tragen hatte, wurden großteils auf die internationale Gemeinschaft abgewälzt. Sogar Projekte in den unter voller israelischer Verwaltung stehenden C-Gebieten erhalten internationale Unterstützung. Kritiker meinen, diese (von einigen Kommentatoren so genannte) „Besatzung light“ sei für Israel vorteilhafter, und daher würde dieser Zwischenschritt zur Unabhängigkeit ad infinitum beibehalten. Mehrmals gab es deswegen Aufrufe und Überlegungen, die Autonomiebehörde aufzulösen, um Israel unter (finanziellen) Druck zu setzen. Die Auflösung der Behörde würde den Friedensprozess endgültig beenden und die Verpflichtung für Israel aufleben lassen, die komplette Verantwortung (Verwaltung und Finanzierung) für die palästinensischen Gebiete zu übernehmen. Da die jetzigen Unterstützer die Finanzhilfen mangels Empfänger einstellen würden, wären die Kosten mit einem Schlag wieder von Israel zu tragen. Natürlich hätte so ein Schritt auch gravierende Auswirkungen auf die palästinensischen Beamten. Im März 2012 konnte nur der Druck der USA ein geplantes Ultimatum Abbas’ mit einer entsprechenden Drohung verhindern. Auch nach dem Stillstand der Verhandlungen im April 2014 wurde eine solche Option kundgetan.
Auch auf Seiten der EU gibt es zunehmend Stimmen, die die fortwährende Finanzierung der Autonomiebehörde in Frage stellen, wenn es keinerlei Entwicklung im Friedensprozess gibt. Daher gibt es auch in Brüssel Überlegungen, die Finanzhilfe einzustellen, mit dem Wissen, dass die Behörde dann zusammenbricht und Israel wieder die Verwaltung übernehmen muss. So einen Schritt würde auch Mohammed Dahlan befürworten.
Eine 2014 veröffentlichte palästinensische Publikation kam zum Ergebnis, dass der Fortbestand der Behörde mehr im Interesse Israels als im Interesse der Bevölkerung sei. Für die Palästinenser hätten 20 Jahre Autonomie weder die Unabhängigkeit noch funktionierende Verwaltung gebracht, so dass noch längerer Stillstand bei den Verhandlungen ein Ende der Behörde bedeuten könnte. Befürchtet werde im Falle einer Auflösung oder des Sturzes das Zusammenbrechen von Recht und Ordnung, des Gesundheitswesens und große Armut. Daher werde Israel und die Weltgemeinschaft so ein Szenario auf alle Fälle zu verhindern suchen. Befragt wurden dafür 180 Palästinenser aus den verschiedensten Bereichen und 12 Israelis aus dem Bereich der Politik.

### Gehälter für Terroristen
Die Palästinensische Autonomiebehörde zahlt seit der Zweiten Intifada Gelder in den von der PLO gegründeten „Märtyrerfonds“  ein. Dieser Fonds zahlt Gelder an in Israel inhaftierte palästinensische Straftäter sowie an Familien von Palästinensern, deren Tod als politisch begründet angesehen wird. Zur letzteren Kategorie gehören etwa die Angehörigen von Selbstmordattentätern, aber auch von getöteten, verletzten oder inhaftierten Demonstranten und Passanten. Palästinensische Vertreter argumentieren, die Zahlungen sollten ein unfaires Verfahren ausgleichen, da Terrorverdächtige immer wieder vom Militär unter Missachtung der Unschuldsvermutung erschossen und Inhaftierte zu falschen Geständnissen gezwungen würden. Wer beispielsweise fünf bis zehn Jahre inhaftiert ist, bekommt umgerechnet monatlich 800 Euro – das ist mehr, als ein Polizist der Autonomiebehörde verdient. Es handelt sich nach Einschätzung der Weltbank nicht um eine gerechtfertigte Sozialhilfe, sondern um eine Art Wertschätzung für den Terrorismus. Monatlich werden etwa 3,5 Millionen Euro an palästinensische Gefängnisinsassen und weitere 5 Millionen Euro an die Familien von Selbstmordattentätern überwiesen. Diese Praxis wird auch international kritisiert, so von dem Berater des US-Präsidenten Trump Jared Kushner bei einem Treffen mit Mahmud Abbas im August 2017.
Immer wieder hat es Überlegungen und Initiativen gegeben, diese Zahlungen zu verhindern bzw. das Geld von den Transferzahlungen abzuziehen. Seit Februar 2019 behält Israel 42 Millionen Schekel pro Monat von jenen Steuern und Zöllen ein, die für die Palästinensische Autonomiebehörde vereinnahmt wurden. Dies entspricht dem Betrag, den die PA 2018 an palästinensische Häftlinge in israelischen Gefängnissen und an deren Angehörige gezahlt hat. Das Geld zahlt Israel stattdessen in einen Fonds zur Unterstützung von Opfern des Terrorismus ein. Zwischen Februar und September 2019 verweigerte die PA die Annahme der Steuer- und Zolleinnahmen komplett und retournierte jeden Monat den kompletten Betrag. Da dieser Posten jedoch 65 % des Budgets ausmacht, führte dies zu einer Finanzkrise. So erhielten Beamte, die über 2000 ILS verdienten, seitdem nur die Hälfte ihrer Gehälter ausbezahlt. Weil am Zusammenbruch der Behörde niemand interessiert war, versuchten Jordanien und die EU zu vermitteln. So schlug Johannes Hahn namens der EU vor, die Zahlungen an die Häftlinge von der Art der Straftat unabhängig zu gestalten und damit zur reinen Sozialhilfe zu machen, was abgelehnt wurde. Am 4. Oktober 2019 erklärte ein Sprecher der Autonomiebehörde, dass die Gelder aus Steuern und Zöllen wieder angenommen würden. Am 10. Februar 2025 stellte Präsident Abbas per Dekret die Zahlungen an Angehörige von palästinensischen Häftlingen und getöteten Attentätern ein. Die Familien sollen stattdessen reguläre Sozialhilfe für Bedürftige erhalten.

### Schulbücher
Im Februar 2002 hat die Erziehungskommission der Knesset die Führungen der demokratischen Staaten aufgerufen, die Beihilfe zur Finanzierung der palästinensischen Bildung solange zurückzuhalten, bis die Palästinensische Autonomiebehörde die anti-jüdischen und anti-israelischen Passagen aus ihren Schulbüchern entfernt. Diese Bücher und das palästinensische Erziehungssystem würden eher Hass als Frieden oder Toleranz fördern und den Staat Israel nicht anerkennen.
2018 hat erstmals seit 2000 die PA ihre Lehrpläne für die Schulen überarbeitet. Es dominieren weiterhin der Hass gegen Israel und die Aufhetzung zur Gewalt die Schulbücher. Teilweise ist gar eine Radikalisierung festzustellen. Ferner wird der Holocaust ignoriert und palästinensische Terroranschläge wie das Münchner Olympia-Attentat und Flugzeugentführungen glorifiziert. Der Antisemit und Kriegsverbrecher Großmufti Mohammed Amin al-Husseini ist positiv dargestellt. Das geht aus einer Studie der NRO Institut für die Überwachung des Friedens und der kulturellen Toleranz bei der Schulbildung (IMPACT-SE) in Jerusalem hervor.
Im Jahr 2019 kam eine Studie der  IMPACT-SE, die die palästinensischen Lehrpläne regelmäßig analysiert, zum Ergebnis, dass die für das Schuljahr 2018–19 verwendeten Lehrpläne kriegerisch und voller extremistischer nationalistischer Ansichten seien. Das Ausmaß des Extremismus übertreffe sogar noch die vorjährigen Lehrpläne. Die Europäische Union als größter internationaler Geldgeber der Palästinensischen Autonomiebehörde versprach eine Studie zu beauftragen, die das Ausmaß der Aufrufe zu Hass und Gewalt im palästinensischen Lehrplan feststellen soll.
Der UN-Ausschuss für die Beseitigung der Rassendiskriminierung (CERD) veröffentlichte am 29. August 2019 seine Abschlussbemerkungen zu einem Bericht der Palästinensischen Autonomiebehörde. Darin kritisierte das UN-Komitee unter anderem  „die Existenz von Hassreden in bestimmten Medien, insbesondere denen der Hamas, in sozialen Medien, in Äußerungen von Beamten, in Schullehrplänen und Lehrbüchern.“  Insbesondere Hassreden gegen Israelis könnten zu Gewalt anregen und heizten den Antisemitismus an. Die CERD-Vertragsstaaten müssen regelmäßig Berichte vorlegen, die dann von dem UN-Ausschuss geprüft werden.
Die Autonomiebehörde hat 2019 ihre aktualisierten Schulbücher, die sich mit palästinensischer Geschichte befassen, präsentiert. In den neuen Büchern werden historische Fakten gestrichen. So gibt es nur noch Hinweise auf die Osloer Abkommen. Interimsverträge wie das Gaza-Jericho-Abkommen (1994), das Wye-Abkommen (1998), die Roadmap (2003) oder die Ergebnisse der Konferenz von Annapolis (2007) finden keine Erwähnung mehr. Zudem wurden zwei Kapitel, in denen es um Friedenspläne und -initiativen gegangen ist, ganz gestrichen. Die Osloer Abkommen werden weniger ausführlich und negativer bewertet. Die wenigen Male, wo der Staat Israel erwähnt wird, steht der Name in Klammern. Dies ist vor allem bei Organisationen wie der Hamas oder dem Islamischen Dschihad üblich und soll zeigen, dass sie Israel als illegitim betrachten. In den alten Büchern kam der Name ohne Klammern vor. Zudem findet sich in den aktualisierten Lehrbüchern kein Hinweis mehr auf die historische jüdische Präsenz in Israel. Am 14. Mai 2020 verurteilte das Europäische Parlament gewaltverherrlichendes Material und Hassreden in palästinensischen Schulbüchern.

### Fehlende demokratische Legitimation
Nach gescheiterten Gesprächen zwischen Fatah und Hamas stellte der damalige Ministerpräsident Salam Fayyad im März 2009 eine erneut von der Fatah dominierte Regierung vor. Die Amtszeit des Präsidenten der Palästinensischen Autonomiebehörde Mahmud Abbas war bereits am 9. Januar 2009 abgelaufen, wurde jedoch durch eine veränderte Interpretation des Wahlgesetzes als um ein Jahr verlängert erklärt, um die Wahlen organisieren zu können. Diese Wahlen wurden später auf unbestimmte Zeit verschoben. Abbas regiert seither ohne demokratische Legitimation, die mit Ablauf seiner vierjährigen Amtszeit am 9. Januar 2009 endete.

### Korruption
Angelehnt an den Protest der Gelbwestenbewegung in Frankreich demonstrieren seit Dezember 2018 Palästinenser mit blauen Chirurgenhandschuhen gegen die Korruption in der PA. Die Blaue-Handschuhe-Proteste richten sich gegen die neu eingeführte Sozialhilfe-Behörde, die aus den Steuerabgaben der Palästinenser finanziert wird. Aufgrund der verbreiteten Korruption in der PA befürchten die Protestierenden, dass sich die Regierung unter dem Vorwand einer Finanzkrise das Steuergeld in die eigene Tasche wirtschaften könnte.

### Umgang mit Homosexualität
In den Autonomiegebieten ist Homosexualität nach dem immer noch geltenden britischen Mandatsrecht strafbar. Inwieweit dies in konkrete staatliche Verfolgung mündet, ist nicht bekannt; die Behörden und politischen Gruppierungen tendieren dazu, das Thema zu ignorieren. Allerdings wird von Übergriffen, Folter und Morden seitens der Polizei und Todesschwadronen berichtet.

### Menschenrechtsverletzungen der Sicherheitskräfte
Nachdem die palästinensischen Sicherheitskräfte vermehrt mit Gewalt gegen Kritiker der Autonomiebehörde vorgegangen waren, forderte die Hohe Kommissarin für Menschenrechte der Vereinten Nationen, Michelle Bachelet, am 1. Juli 2021, dass die Palästinensische Autonomiebehörde die Sicherheit von Demonstranten gewährleisten müsse, die gegen sie protestieren. Anlass für die Proteste war der Tod des Kritikers Nisar Banat, der am 24. Juni 2021 während seiner Festnahme umgekommen war.